# Anacreont del Mont Calvo
L'Anacreont del Mont Calvo és una antiga estàtua grega en marbre que fou trobada al 1830 a la vila de Monte Calvo, a la regió italiana del Laci, prop dels Simbruins. Ara forma part de la col·lecció de la Gliptoteca Ny Carlsberg de Copenhaguen, Dinamarca, on n'hi ha, en els seus fons, set còpies del cap.

## Descripció
L'estàtua, quasi completa, representa un cantant simfònic amb un mantell curt que li cobreix l'esquena i les espatles. Té idealitzada la presentació corporal, i només té com a element referencial de l'edat la cara barbuda. La cama esquerra li subjecta el cos sobre un tió de fusta, i en deixa descarregada la dreta, que apareix lleument més protuberant.

## Interpretació
L'estàtua fou descoberta al 1830 a Itàlia. Està datada a l'entorn dels 450 ae a 440 ae. Al principi no se sabia quina persona retratava. El 1884 es trobà una inscripció que coincidia perfectament amb l'estàtua, en què es deia "ΑΝΑΚΡΕΩΝ ΛΥΡΙΚΟΣ", la qual cosa es podia interpretar com una representació del cos del poeta Anacreont, nascut a la ciutat jònica de Teos, a la costa d'Àsia Menor (actualment Siğacik, a Turquia), que visqué entre els 574 ae i 485 ae.